# ロザリア (歌手)
ロザリア（Rosalía、1992年9月25日 - ）は、スペインのシンガーソングライター。アーバン・フラメンコの歌姫の異名を持ち、地元スペインの伝統音楽であるフラメンコとエレクトロやR&Bなどの現代音楽を融合した音楽性が特徴。
2019年3月に発売したJ.バルヴィンとエル・グインチョとのコラボ曲「Con Altura」が、スペインのチャートで9週連続1位を保持していたドン・パトリシオの「CONTANDO LUNARES」を破り1位でデビュー。公開からわずか一週間でSpotifyでスペインの女性歌手で最もストリーミングされた曲となり、YouTubeでも公開から7カ月で10億回再生を達成し、2019年に女性歌手で最も再生された曲となるなど様々な快挙を成し遂げた。

## ディスコグラフィ
スタジオ・アルバム
- Los Ángeles (2017年)
- El Mal Querer (2018年)
- Motomami (2022年)